# Omphalea triandra
Omphalea triandra ist ein Baum in der Familie der Wolfsmilchgewächse aus Haiti und Jamaika. Dort ist er bekannt als Cob nut, Pig nut, Pop nut, Hog nut oder Avellano(a) und Noisetier. Ähnlich ist die weiter verbreitete, als Liane wachsende, Omphalea diandra, deren Samen ähnlich genutzt werden.

## Beschreibung
Omphalea triandra wächst als Baum bis etwa 15 Meter hoch. Die Pflanze führt einen Milchsaft, Latex.
Die einfachen und wechselständigen, kahlen Laubblätter sind gestielt. Am Blattstiel sitzen zwei Drüsen. Die Blätter sind ganzrandig, stumpf bis rundspitzig und schmal eiförmig bis verkehrt-eiförmig oder elliptisch. Die Nebenblätter sind meist abfallend.
Omphalea triandra ist einhäusig monözisch. Es werden gemischte und end- oder fast endständige, rispige Blütenstände gebildet. Es sind schmale, lange und blattartige Trag- und kleinere Deckblätter vorhanden. Es sind nur wenige weiblichen Blüten pro Blütenstand in den seitlichen Zymen vorhanden.
Die kleinen, eingeschlechtlichen, gestielten und grünlichen Blüten besitzen eine vier- bis fünfteilige, einfache Blütenhülle, die Kronblätter fehlen. Die männlichen Blüten besitzen 2–3 pilzförmig verwachsene Staubblätter, die weiblichen einen mehrkammerigen, oberständigen Fruchtknoten mit kurzem, dickem Griffel mit gelappter Narbe. Ein Diskus ist bei weiblichen Blüten meist nicht vorhanden oder er ist stark reduziert, die männlichen besitzen einen kleinen Diskus.
Es werden rundliche und dreilappige, -samige, kapselartige, mehrere Zentimeter große Früchte gebildet. Die harten, glatten und dickschaligen, braunen Samen (Nüsse) sind rundlich bis ellipsoid.

## Verwendung
Die Samen, Nüsse sind essbar. Sie ähneln Haselnüssen und können roh oder gekocht verwendet werden. Vor dem Verzehr sollte der Embryo (der Keim) entfernt werden, denn er enthält schwach giftige, purgierende Substanzen.
Aus den Samen kann auch ein Öl gewonnen werden.